# Bahnhof Amersfoort (NCS)

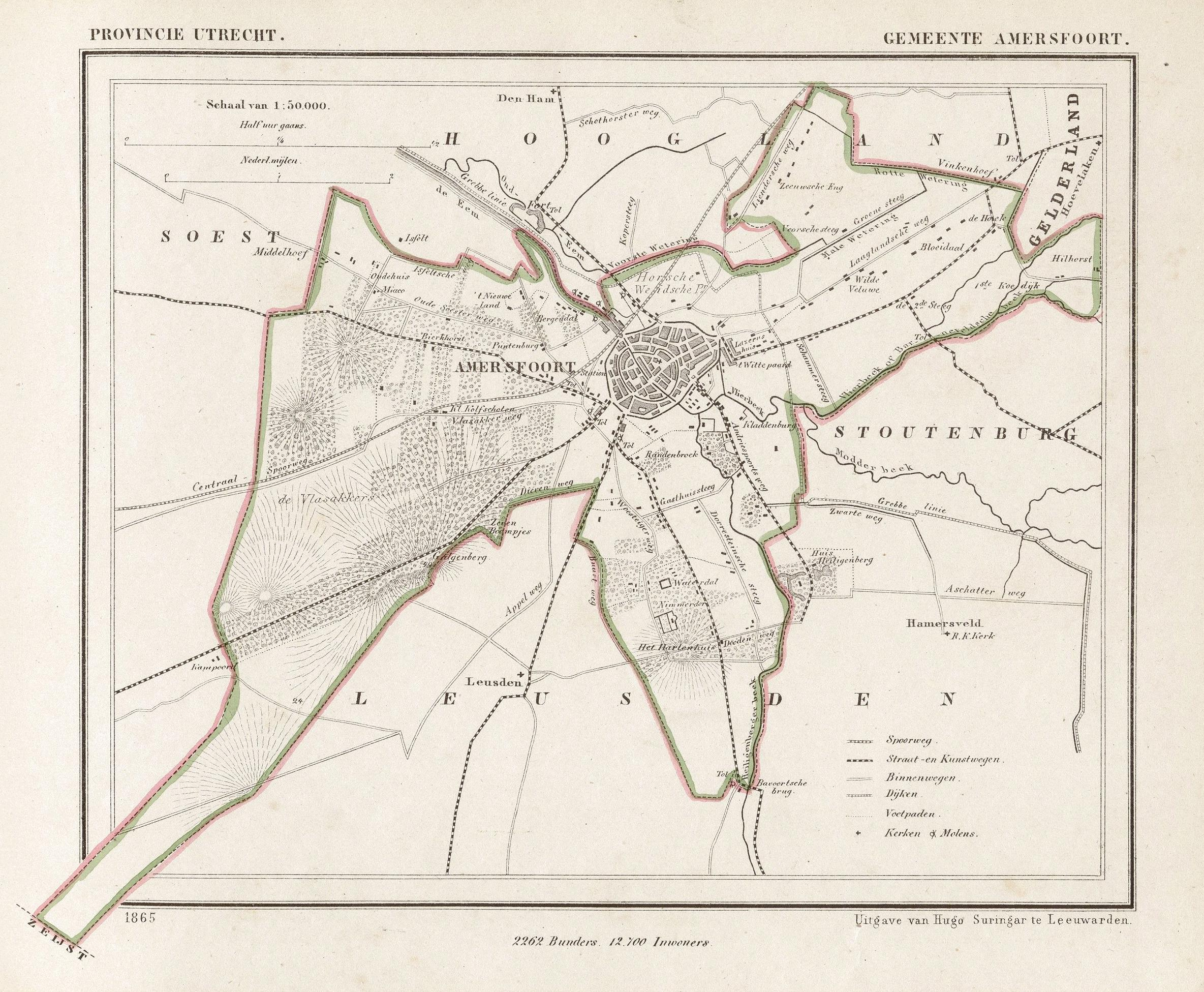
Situation 1865

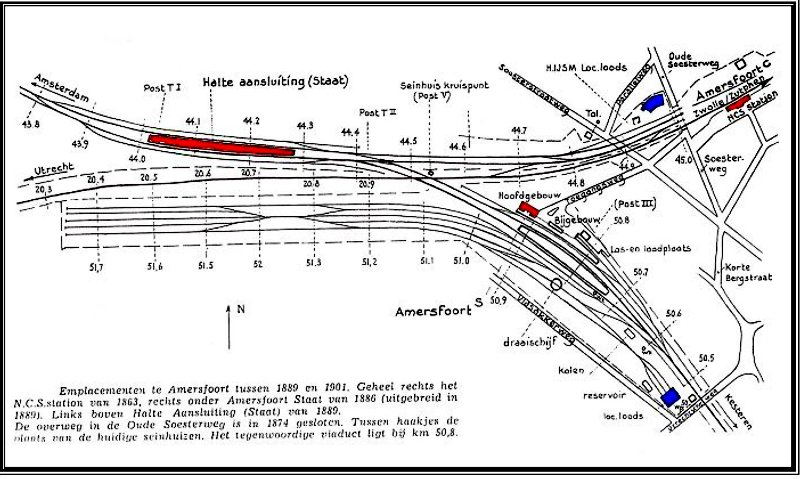
Lage der drei alten Bahnhöfe (rot) bis 1901,
Amersfoort NCS rechts oben

Der Bahnhof Amersfoort (NCS) war der erste Bahnhof der Stadt und liegt an der am 16. Juli 1863 eröffneten Zentralbahn Utrecht – Amersfoort – Hattemerbroek (ndl.:Centraalspoorweg). Sie wurde von der 1860 in Amsterdam gegründeten Niederländischen Zentralbahngesellschaft (NCS) gebaut.

## Geschichte
Der am 20. August 1863 eröffnete Bahnhof lag außerhalb der ringförmigen Stadtmauer in nordwestlicher Lage (Anschrift zuletzt: Smallepad 15a) und wurde vom Architekten Nicolaas J. Kamperdijk (3. März  1815 – 8. Februar  1887) nach dem Standardtyps NCS 1. Klasse gebaut. Nach diesem Typ wurden ebenfalls die Bahnhöfe Harderwijk (abgerissen 1983), Kampen (abgerissen 1911) und Nijkerk von ihm gebaut.
Der ursprüngliche Bau bestand aus einem zweistöckigen Haupthaus mit annähernd quadratischen Grundriss und zwei einstöckigen Flügelbauten mit zweimal der halben Grundrissfläche des Haupthauses. 1875 wurden die Anbauten, von der Straße aus gesehen, rechts auf die doppelte und links auf die vierfache Grundfläche vergrößert. So ist er bis heute erhalten.
1874 wurde die Bahnstrecke Amsterdam–Zutphen von der Bahngesellschaft Hollandsche IJzeren Spoorweg-Maatschappij (HIJSM) über Amersfoort eröffnet und die Stadt wurde so zu einem Knotenpunkt. Da die Strecke jedoch westlich des Stadtgebietes vor dem NCS-Bahnhof nach Süden abzweigte, wurde ein zweiter Bahnhof namens Amersfoort-Staat erbaut. Die beiden Bahnhöfe lagen ca. 900 m auseinander und waren so für die Reisenden ein Ärgernis beim Umstieg in Richtung Zwolle (NCS) oder Kesteren (HIJSM). Die HIJSM beschloss einen weitern Bahnhof, in ihrem westlich des Abzweig gelegenen Gleisfeld, zu bauen (Amersfoort Staat Aansluiting) zum besseren Umstieg zwischen den Linien anzubieten. So besaß Amersfoort in den 1890er-Jahren drei Bahnhöfe. Der Anschlussbahnhof hatte jedoch den Nachteil, inmitten des Gleisfeldes, dass er keinen Straßenanschluss besaß und so nur per Bahn über die beiden anderen zu erreichen war. In den 1890er-Jahren besaß Amersfoort nun drei Bahnhöfe, 400 m voneinander entfernt, und mit geringer Kapazität. Die Handelskammer der Stadt regte die Bahngesellschaften zu einer Lösung an. HIJSM stellte den Entwurf eines Hauptbahnhofes anstelle des Anschlussbahnhofes als Kreuzungsbahnhof vor, an dem sich alle vier Gleisstränge vereinen sollten, incl. eines neuen Güterbahnhofes. Nach einigen Debatten der Handelskammer mit HIJMS über die genaue Lage wurde der neue Hauptbahnhof, heute Amersfoort Centraal, zum Ende des Jahrhunderts gebaut und am 1. Januar 1901 eröffnet. Gleichzeitig wurde mit der Eröffnung Amersfoort-Staat geschlossen und später abgerissen.  Amersfoort NCS wurde weiterhin noch parallel betrieben, bis auch er am 31. Dezember 1904 außer Betrieb genommen wurde. Das Gebäude blieb erhalten und wurde im Anschluss zu unterschiedlichen Zwecken genutzt. Es ist inzwischen restauriert, steht unter Denkmalschutz. Neben dem Gebäude ist ein alter Triebwagen Typ 605 der Osloer Holmenkollenbahn ausgestellt.
Der Bahnhof wurde am 17. Dezember 1975 als Denkmal in die Liste niederländischer Reichsdenkmäler aufgenommen.

Ansichten
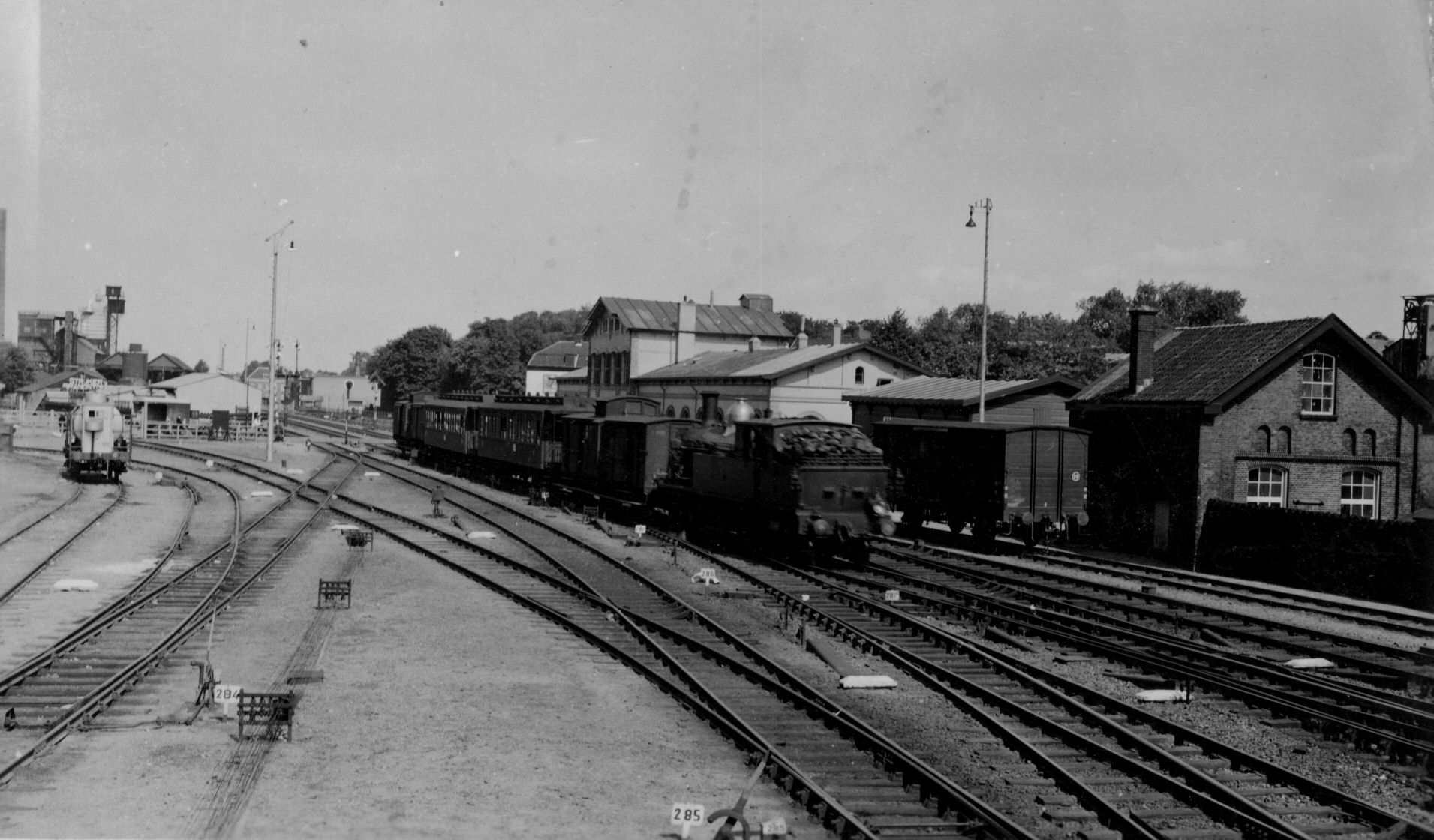
Gleisseitige Ansicht von 1939
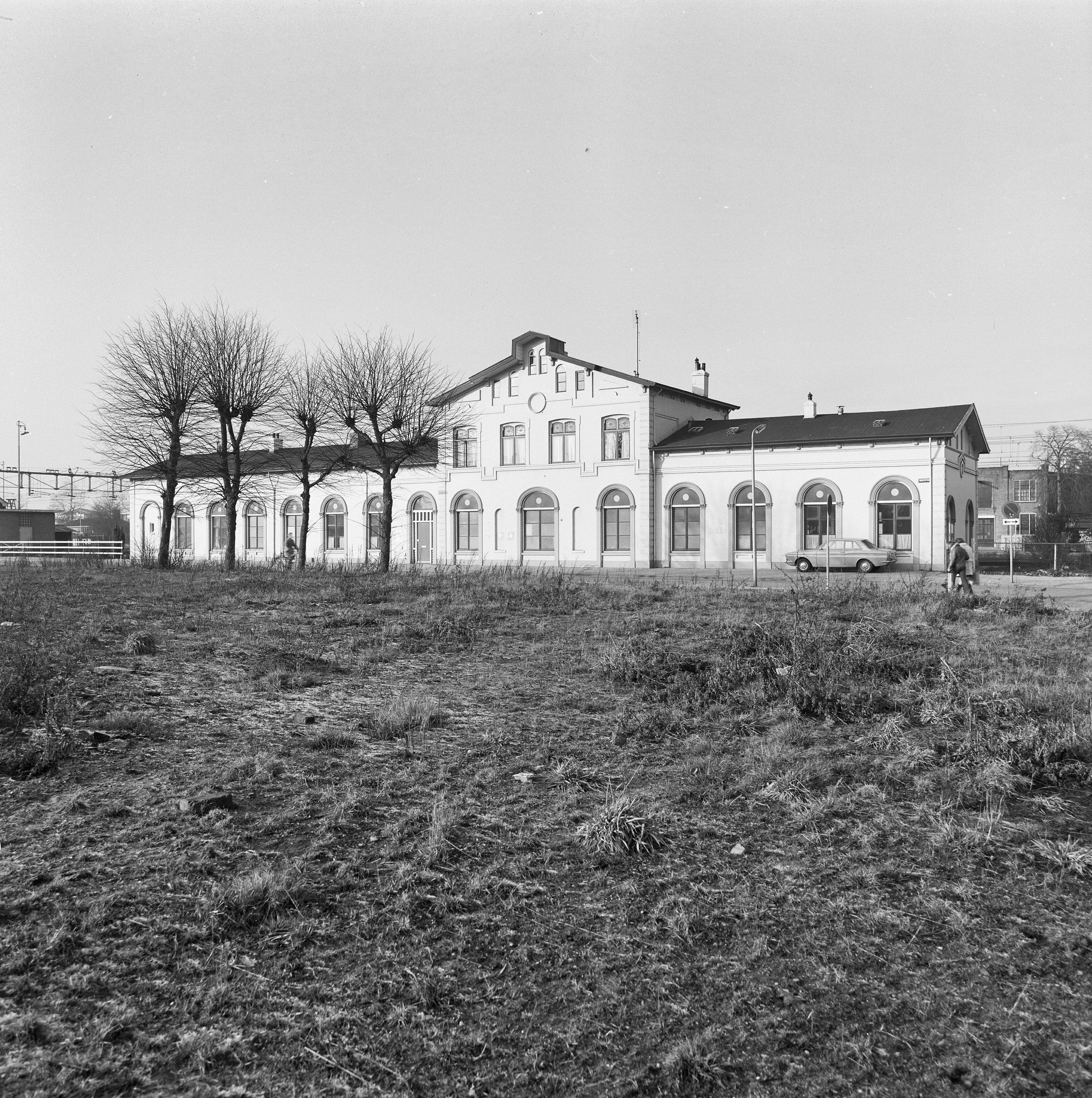
Straßenseitige Ansicht von 1974
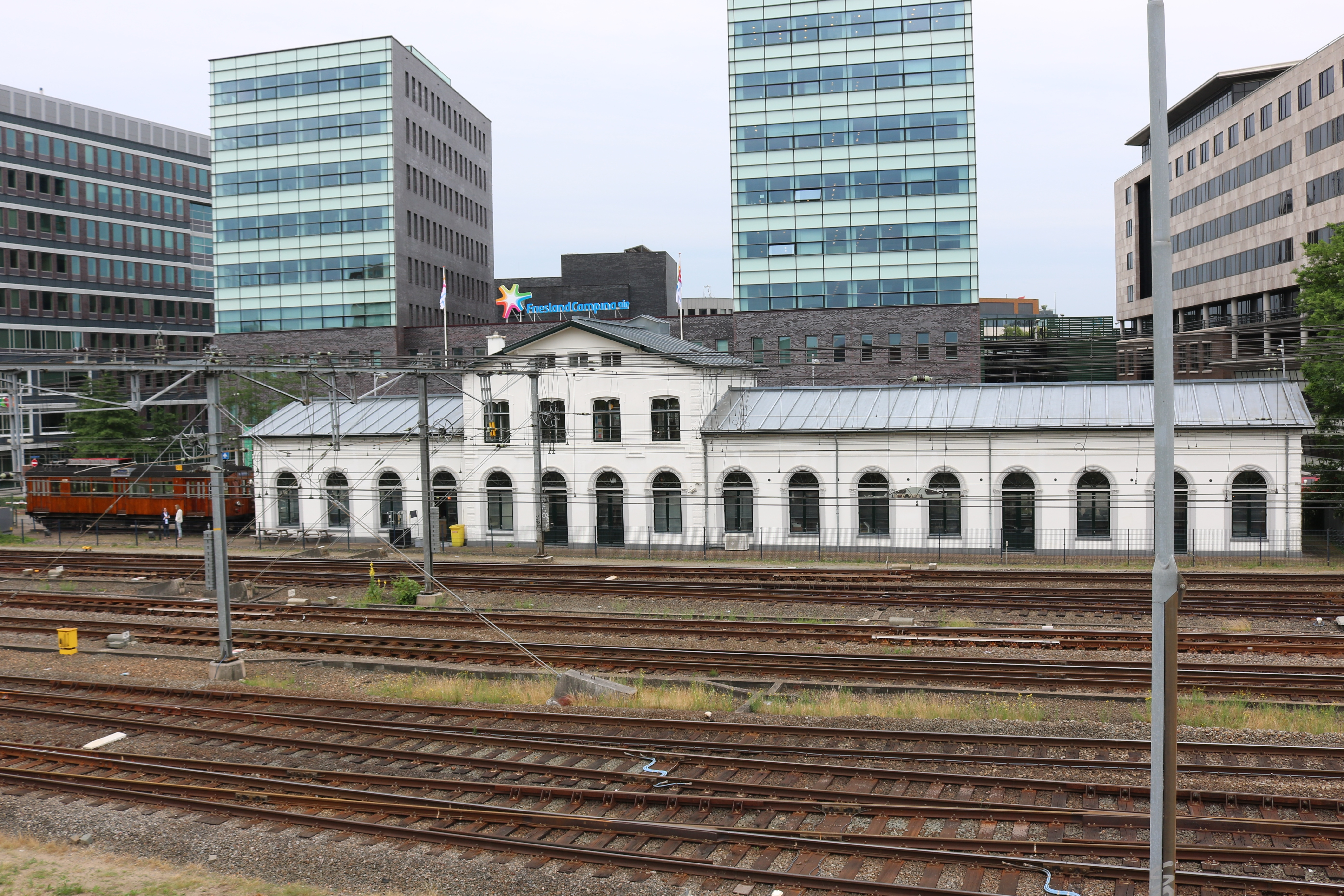
Gleisseitige Ansicht von 2018
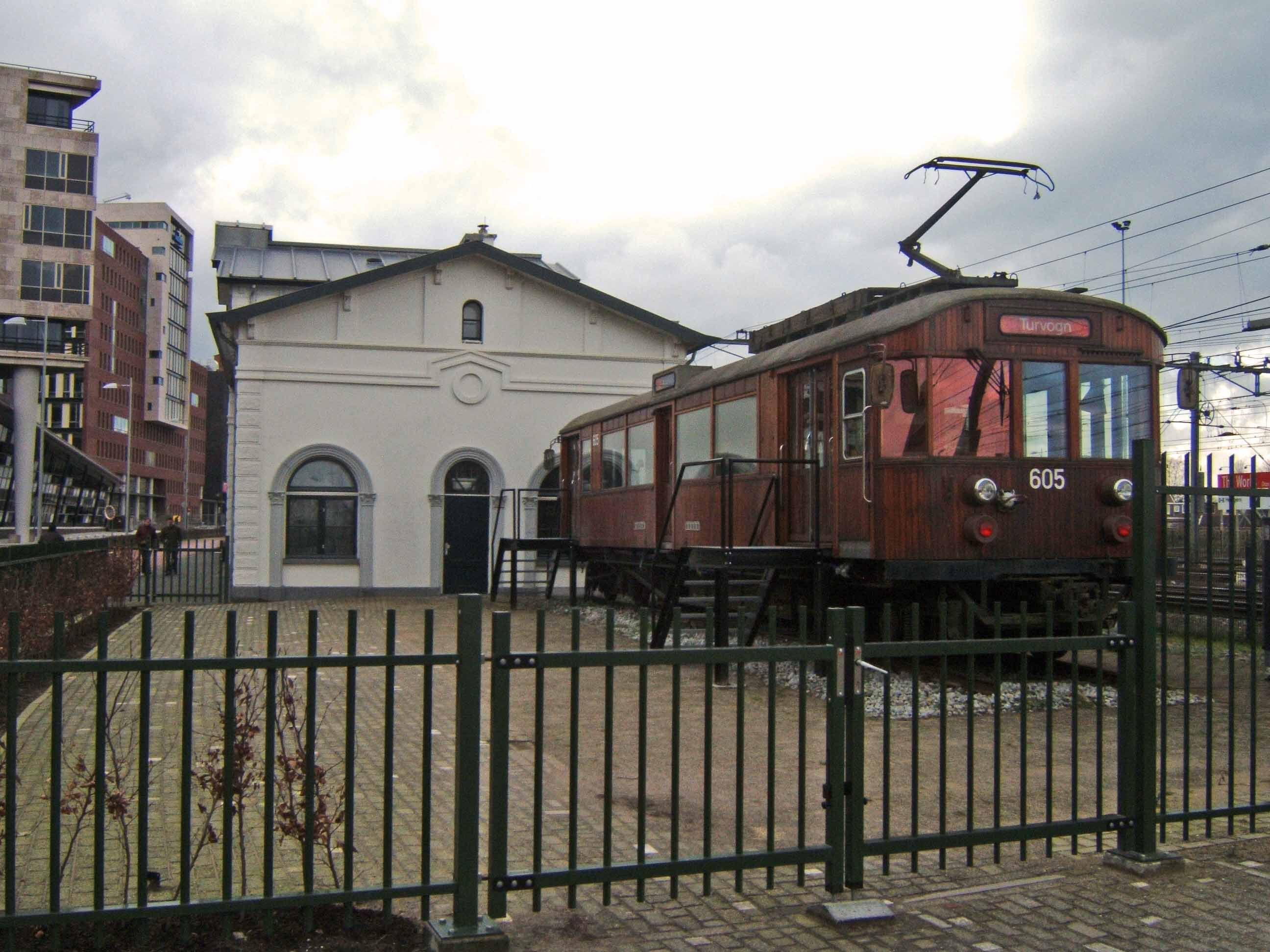
Alter Wagen der Osloer Holmenkollenbahn